# Structure spinorielle
En géométrie différentielle, il est possible de définir sur certaines variétés riemanniennes la notion de structure spinorielle (qui se décline en structures Spin ou Spinc), étendant ainsi les considérations algébriques sur le groupe spinoriel et les spineurs. En termes imagés, il s'agit de trouver, dans le cadre des « espaces courbes », une géométrie « cachée » à l’œuvre derrière les concepts géométriques ordinaires. On peut aussi y voir une généralisation de la notion d'orientabilité et de changement d'orientation à une forme d'« orientabilité d'ordre supérieur ». Comme l'orientabilité, la présence de structures spinorielles n'est pas universelle mais se heurte à des obstructions qui peuvent être formulées en termes de classes caractéristiques.
Quand elles existent, ces structures jouent un rôle important en géométrie différentielle et en physique théorique. Elles permettent notamment d'introduire l'opérateur de Dirac (en), sorte de racine carrée du laplacien, ou les invariants de Seiberg-Witten pour les variétés orientées de dimension 4.

## Définition et existence de la structure Spin
On introduit cette structure spinorielle, quand c'est possible, pour une variété riemannienne orientée {\displaystyle M}, supposée de dimension {\displaystyle n>2} (les dimensions 1 et 2, exceptionnelles sont susceptibles de définitions adaptées).

### Définition pour une variété riemannienne orientée
À une telle variété est naturellement associé un fibré des repères orthonormés directs, qui possède une structure de fibré principal {\displaystyle \pi :P\to M} de groupe structural {\displaystyle \operatorname {SO} (n)}. Cela signifie que la fibre en un point donné est formée des différents repères de l'espace tangent (qui sont en correspondance avec le groupe structural), et les fonctions de transition d'une fibre à l'autre sont les éléments du groupe structural. Par ailleurs le groupe spinoriel s'insère dans la suite exacte de groupes de Lie
{\displaystyle 1\to \mathbb {Z} _{2}\to \operatorname {Spin} (n)\to \operatorname {SO} (n)\to 1}
qui illustre qu'il s'agit d'un revêtement à deux feuillets de {\displaystyle \operatorname {SO} (n)}. Le problème consiste à chercher s'il existe un analogue du fibré des repères pour le groupe spinoriel, et redonne accès au véritable fibré des repères.
Formellement, une structure Spin est définie comme un relèvement équivariant {\displaystyle {\tilde {\pi }}:{\tilde {P}}\to M} de {\displaystyle P} au groupe spinoriel, c'est-à-dire un fibré principal de groupe structural {\displaystyle \operatorname {Spin} (n)}, qui forme à son tour un revêtement à deux feuillets de {\displaystyle P} : {\displaystyle \rho :{\tilde {P}}\to P} qui reprend la suite exacte précédente « fibre à fibre » et tel que {\displaystyle {\tilde {\pi }}=\pi \circ \rho }. Lorsqu'une telle construction est possible, on dit qu'on a affaire à une variété de Spin.

### Définition générale et caractérisation de l'existence
Il existe une définition analogue de la structure Spin pour le cadre plus général des fibrés riemanniens orientés. L'existence d'une telle structure peut être caractérisée de façon purement topologique : elle est équivalente à l'annulation de la deuxième classe de Stiefel-Whitney. On peut y voir un renforcement de la condition d'orientabilité, puisque la première classe de Stiefel-Whitney représente elle-même l'obstruction à l'orientabilité.
Lorsqu'il en existe, les différentes structures spinorielles sont en correspondance bijective avec {\displaystyle H^{1}(M,\mathbb {Z} _{2})}. 
Par exemple la propriété de 2-connexité (annulation des groupes d'homotopie jusqu'à l'ordre 2) entraîne l'existence d'une unique structure spinorielle.
Avec cette définition étendue aux fibrés, une structure Spin sur une variété riemannienne orientée revient au même qu'une structure Spin sur son fibré tangent. Par commodité on dit qu'une variété est de Spin quand ses deux premières classes de Stiefel-Whitney s'annulent (l'annulation de la première traduisant l'orientabilité) .

### Conséquences: résultats d'existence
- Les fibrés triviaux, les variétés parallélisables ont une structure de Spin.
- Les variétés compactes orientables de dimension 3 ou moins sont de Spin.
- Plus généralement, toute variété orientable telle que {\displaystyle H^{2}(M,{\mathbb {Z} }_{2})} est nul est de Spin : c'est le cas des sphères ou sphères d'homologie par exemple.
- Les variétés complexes sont de Spin si et seulement si leur première classe de Chern est congrue à 0 modulo 2.
- Par suite l'espace projectif complexe {\displaystyle {\mathbb {C} P}^{n}} est de spin si et seulement n est impair.
- L'espace projectif réel {\displaystyle {\mathbb {R} P}^{n}} est de spin si et seulement n est congru à 3 modulo 4.
- L'espace projectif quaternionique {\displaystyle {\mathbb {H} P}^{n}} est toujours de spin.

## Application à la géométrie spinorielle

### Fibrés de spineurs
Si une variété M de dimension n possède une structure spin, il est possible de construire le fibré associé aux différentes représentations du groupe {\displaystyle \operatorname {Spin} (n)}. Les fibres sont des modules sur l'algèbre de Clifford, et on peut utiliser les résultats de classification connus pour ces dernières : toute représentation se décompose en somme directe de représentations irréductibles, et pour une valeur de n donnée, il n'y a qu'une ou deux représentations irréductibles à équivalence près. 
De façon plus précise, il existe plusieurs notions de fibrés de spineurs irréductibles, puisqu'on peut considérer des représentations de l'algèbre de Clifford au sens réel, complexe, ou ℤ2-gradué. Certains auteurs réservent les articles définis pour parler du « fibré des spineurs » issu de « la représentation de Spin » qui est une représentation privilégiée, considérée au sens complexe. Elle est irréductible dans le cas n impair et se décompose en deux « représentations de demi-spin » irréductibles dans le cas n pair.
On peut également donner une formulation globale de ces constructions, en introduisant le fibré de Clifford de la variété (dont chaque fibre possède une structure d'algèbre de Clifford) et en considérant les modules sur l'espace de ses sections. Finalement, en présence d'une structure spin sur une variété, on retrouve, point par point, les liens reliant les objets algébrique : algèbre de Clifford, groupe spinoriel et leurs représentations.

### Opérateurs différentiels associés
La connexion de Levi-Civita est l'opérateur différentiel canoniquement attaché à la métrique. Elle induit une connexion sur le fibré de Clifford, qui a les propriétés d'une dérivation vis à vis du produit de Clifford et qui est compatible avec la connexion de Levi-Civita dans l'isomorphisme canonique entre éléments de l'algèbre de Clifford et les tenseurs antisymétriques. 
Cette connexion induit à son tour une connexion sur les différents fibrés de spineurs, qui est qualifiée de connexion spinorielle (et notée {\displaystyle \nabla } elle aussi). On définit alors l'opérateur de Dirac qui agit sur les sections σ du fibré des spineurs. Dans une base orthonormale mobile, et en chaque point x, il est donné par la formule
{\displaystyle D\sigma =\sum _{i=1}^{n}e_{i}\times \nabla _{e_{i}}(\sigma )}
dont on montre qu'elle donne un résultat indépendant de la base choisie.
On sait qu'il existe différents opérateurs laplaciens en géométrie riemannienne, reliés entre eux par des formules faisant intervenir la courbure de la variété (formules dites de Weitzenböck). Notamment, à la connexion est attachée un opérateur qualifié de « laplacien brut » ou de « laplacien de connexion »
{\displaystyle \nabla ^{\ast }\nabla \varphi =-\sum _{i=1}^{n}\nabla _{e_{i},e_{i}}^{2}(\varphi )}
Selon un résultat de Lichnerowicz, l'opérateur de Dirac vérifie lui aussi une identité de Weitzenböck faisant uniquement intervenir la courbure scalaire :
{\displaystyle D^{2}=\nabla ^{\ast }\nabla +{\frac {1}{4}}s}

## Structure Spinc

### Définition
Le groupe Spinc peut être introduit comme
{\displaystyle \operatorname {Spin} ^{\mathrm {c} }(n)=(\operatorname {Spin} (n)\times \operatorname {U} (1))/\{(1,1),(-1,-1)\}}
Il s'agit d'un revêtement à deux feuillets de {\displaystyle \operatorname {SO} (n)\times \operatorname {U} (1)} : il s'insère dans la suite exacte
{\displaystyle 1\to \mathbb {Z} _{2}\to \operatorname {Spin} ^{\mathrm {c} }(n)\to \operatorname {SO} (n)\times \operatorname {U} (1)\to 1.}
La notion de structure Spinc sera introduite de nouveau comme un relèvement équivariant, mais pour cela il faut disposer non seulement du fibré des repères orientés, de groupe structural {\displaystyle \operatorname {SO} (n)}, mais aussi d'un autre fibré de groupe structural {\displaystyle \operatorname {U} (1)}, ce qui revient au même qu'un fibré en droites complexes.
La définition s'énonce donc ainsi : un fibré principal {\displaystyle P_{\operatorname {SO} (n)}} de groupe structural {\displaystyle \operatorname {SO} (n)} est Spinc
quand il existe un fibré  principal {\displaystyle P_{\operatorname {U} (1)}} de groupe structural {\displaystyle \operatorname {U} (1)}
un fibré  principal {\displaystyle P_{\operatorname {Spin} ^{\mathrm {c} }(n)}} de groupe structural {\displaystyle \operatorname {Spin} ^{\mathrm {c} }(n)} tels que
{\displaystyle P_{\operatorname {Spin} ^{\mathrm {c} }(n)}\to P_{\operatorname {SO} (n)}\times P_{\operatorname {U} (1)}}
est un relèvement équivariant. À nouveau, on parler de structure Spinc pour une variété riemannienne orientée en faisant référence à son fibré tangent.

### Conditions d'existence
Les conditions d'existence d'une structure Spinc sont moins restrictives que celles rencontrées pour la structure Spin. Notamment une variété Spin
admet une structure Spinc canonique. Toutes les variétés admettant une structure presque complexe sont également Spinc de façon canonique,.  
Pour relier les deux types de structures et illustrer la plus grande facilité de trouver des structures Spinc, on peut prouver qu'une variété est Spinc si et seulement si il est possible de rendre le fibré tangent Spin en lui ajoutant un certain fibré en droites complexes L. Par suite, une variété orientable est Spinc si et seulement si la deuxième classe de Stiefel Whitney est la réduction modulo 2 d'une classe entière (en l'occurrence, issue de la première classe de Chern pour L).
Une conséquence notable de cette caractérisation est que toute variété orientable de dimension 4 admet une structure Spinc.

### Applications
Les représentations de spin et de demi spin du groupe {\displaystyle \operatorname {Spin} (n)} possèdent une unique extension au groupe {\displaystyle \operatorname {Spin} ^{\mathrm {c} }(n)}. À nouveau, cela permet, lorsqu'on a une structure  Spinc, de définir les fibrés spinoriels associés.
En revanche, la connexion de Levi-Civita ne suffit plus pour déterminer une connexion sur ces fibrés spinoriels : il faut également disposer d'une connexion sur le fibré en droites associé à la structure. Puisque l'algèbre de Lie de {\displaystyle U(1)} est {\displaystyle i\mathbb {R} }, cela se fait en donnant une fonction A à valeurs imaginaires pures. On peut alors définir un opérateur de Dirac
{\displaystyle D_{A}\sigma =\sum _{i=1}^{n}e_{i}\times \nabla _{A,e_{i}}(\sigma )}
et la formule de Lichnerowicz doit être adaptée : il apparaît un terme supplémentaire, qui est la courbure de A.
{\displaystyle D_{A}^{2}=\nabla _{A}^{\ast }\nabla _{A}+{\frac {1}{4}}s+{\frac {1}{2}}F_{A}}